# 王士
王 士（おう し、? - 225年）は、中国後漢末期から三国時代の武将。字は義彊。益州広漢郡郪県の人。従弟は王甫。

## 概要
従弟の王甫は劉備が益州を平定するまでは劉璋に仕えていたが、王士は劉備と共に蜀入りしたことが書かれているため、劉備の蜀入りより前に仕えていたと考えられる。
益州入り後孝廉に推挙され、符節の長に任命され、牙門将軍に任命される。その後宕渠太守・犍為太守と郡太守を歴任した。
諸葛亮の南征と共に益州郡太守に転任になったが、赴任前に異民族によって殺害された（『華陽国志』によると高定の兵に殺されたとされている）。
楊戯の『季漢輔臣賛』では、龔禄・王士は「士気勇壮であった」と評価し、「心映え良く、蜀漢の誉れとなる人物であった」と述べられている。
また『華陽国志』「先賢志」では広漢郡の優秀な人材として、従弟の王甫、そして李氏の三龍と謳われた李朝・李邵らと並べ取り上げられている。